# Kumarevo (Leskovac)
Kumarevo (Leskovac) (em cirílico: Кумарево) é uma vila da Sérvia localizada no município de Leskovac, pertencente ao distrito de Jablanica, na região de Jablanica. A sua população era de 796 habitantes segundo o censo de 2002.

## Demografia
| 1948 | 1953 | 1961 | 1971 | 1981 | 1991 | 2002 | 2011 |
| ---- | ---- | ---- | ---- | ---- | ---- | ---- | ---- |
| 571  | 611  | 669  | 759  | 860  | 843  | 825  | 796  |